# Stronghold (серія ігор)
Stronghold (укр. Цитадель) — серія відеоігор від компанії Firefly Studios в жанрах стратегії реального часу та масової багатокористувацької стратегії реального часу (MMORTS). Перша гра в серії випущена 2001 року. Перші 3 гри серії (Stronghold, Stronghold Crusader, Stronghold Crusader Extreme) були двовимірними стратегіями, Stronghold 2 та Stronghold Legends були виконані з використанням тривимірної графіки. Stronghold Kingdoms є двовимірною MMORTS, а Stronghold 3 — тривимірною грою. Усі відеоігри випущені для персональних комп'ютерів.

## Ігри серії
- Stronghold
- Stronghold Crusader — гра на рушії Stronghold, складається з не пов'язаних сюжетом боїв з комп'ютерними противниками
- Stronghold 2
- Stronghold Legends — на рушії Stronghold 2
- Stronghold Kingdoms — альфа-тести розпочались 2009 року, а вихід бета-версії відбувся 2010 року
- Stronghold 3
- Stronghold Crusader 2
- Stronghold Warlords

## Час дії
Час дії всіх ігор серії — Середньовіччя. Основна дія ігор Stronghold, Stronghold Crusader та Stronghold 2 відбувається в епоху Хрестових походів (11 століття — XIII століття). Гра Stronghold Legends заснована на фентезійному сюжеті, проте, час дії зазначено — раннє Середньовіччя.

## Режими гри
У всіх іграх серії, крім Stronghold Kingdoms, існують кампанії (серії сюжетно-пов'язаних місій) і режим редактора карт. В Stronghold єдина кампанія, в інших іграх існує кілька кампаній. У всіх іграх, крім Stronghold та Stronghold Kingdoms, є можливість грати проти комп'ютерних супротивників на обраній карті. В Stronghold та Stronghold 2 присутній режим облоги (облога або захист замку без ведення економіки). У перших іграх серії (до Stronghold 2 включно) присутній режим вільного будівництва (ведення економіки без війни). Перші Stronghold (до Stronghold 2) були засновані на рушії із застосуванням 2D-графіки, всі наступні (окрім Stronghold Kingdoms) були засновані на технології 3D зображення. Рушії всіх ігор розроблялися власними силами FireFly Studios, виняток становить лише Stronghold 3 — анонсовано використання технології Havok.

## Ігрова система
Ігрова система всіх ігор серії базується на економічному симуляторі середньовічного міста або замку. В іграх присутній ряд унікальних параметрів, характерних тільки для ігор серії Stronghold. Так, в Stronghold 1 вперше був введений параметр "популярність ", що впливає на працездатність і кількість населення. Бойова система стандартна для стратегій — безпосереднє управління групами юнітів (виняток — Stronghold Kingdoms, там юнітами управляє штучний інтелект).

### Економіка
Економічна складова — одна з головних в іграх серії. Існують достатньо складні і довгі виробничі ланцюжки. Як правило, в іграх серії більшу увагу приділено саме економічній, а не військовій складовій середньовічних замків. У всіх іграх, крім Stronghold Kingdoms, всі будівлі будуються і зносяться миттєво.

### Юніти
Всі юніти у всіх іграх серії відносяться до часів Середньовіччя. Кількість юнітів в грі може сильно відрізнятися — від 5-ти (в Stronghold Kingdoms) до кількох десятків (в Stronghold Crusader). Кожний тип юнітів характеризується своїми параметрами:
- Тип (стрілецький/ударний)
- Швидкість пересування
- Сила атаки
- Захист/життя
- Дальність стрільби (лише для стрілецької типу)
- Тривалість перезарядки (лише для стрілецької типу)

Практично в кожній грі серії є юніти, що частково або повністю дублюють один одного. Найсильніше це помітно в Stronghold Legends.

### Управління
Управління в грі виробляється мишею. Однак існують і « гарячі клавіші» на клавіатурі. Деякі дії можна зробити тільки за допомогою клавіатури.

### Комп'ютерні супротивники
Вони присутні у всіх іграх серії. Поведінкою комп'ютерних противників керує штучний інтелект. В першій частині Штучний інтелект розвинений порівняно слабо, оскільки комп'ютерні противники з'являються тільки по сюжету. В іграх на рушії Stronghold Crusader комп'ютерні противники (боти) будують повністю прописані розробниками замки, самостійно розвиваються (добувають ресурси, наймають армію), атакують гравця. В іграх на рушії Stronghold 2 боти мають більшу самостійність і будують замок виходячи з рельєфу місцевості. Кількість комп'ютерних супротивників різне — в іграх Stronghold та Stronghold Kingdoms їх чотири: Щур, Змія, Кабан і Вовк. Ці ж противники присутні і в грі Stronghold Crusader. В іграх Stronghold 2 боти ніяк не пов'язані з рештою серії. В Stronghold Legends боти — легендарні герої.